# Витшищкі
Витшищкі (пол. Wytrzyszczki) — село в Польщі, у гміні Паженчев Зґерського повіту Лодзинського воєводства.
Населення — 143 особи (2011).

## Демографія
Демографічна структура станом на 31 березня 2011 року:
|          | Загалом | Допрацездатний вік | Працездатний вік | Постпрацездатний вік |
| -------- | ------- | ------------------ | ---------------- | -------------------- |
| Чоловіки | 70      | 20                 | 44               | 6                    |
| Жінки    | 73      | 16                 | 47               | 10                   |
| Разом    | 143     | 36                 | 91               | 16                   |